# 1288 Santa
Az 1288 Santa (ideiglenes jelöléssel 1933 QM) a Naprendszer kisbolygóövében található aszteroida. Eugène Joseph Delporte fedezte fel 1933. augusztus 26-án, Uccleban.